# William Zito
William Zito, dit Bill Zito, né le 16 septembre 1964 à Pittsburgh, dans l'État de Pennsylvanie aux États-Unis, est le directeur général des Panthers de la Floride depuis septembre 2020.

## Biographie

### Éducation
Zito grandit à Milwaukee dans le Wisconsin. Il est diplômé de l'Université de Yale, où il joue au hockey avec les Bulldogs de 1984 à 1987. 
Ensuite, il fréquente la faculté de droit de l'Université du Wisconsin et pendant son cursus est nommé entraîneur-adjoint des Badgers ainsi que commentateur radiophonique.

### Agent de joueur
Lorsqu'il obtient son diplôme en droit, il exerce quelques années dans de grands cabinets à New York et à Chicago avant de fonder Acme World Sports avec Markus Lehto, en 1995.
En 2013, son agence est considérée comme la 8e plus importante de la Ligue nationale de hockey selon Forbes magazine.

### Blue Jackets de Columbus
En août 2013, Zito accepte de quitter son agence pour se joindre aux Blue Jackets de Columbus en tant qu'assistant du Directeur général, Jarmo Kekäläinen. Ses principales tâches sont la négociation des contrats, l'évaluation des joueurs, la gestion du plafond salarial et la gestion du budget.
Deux ans plus tard, il se voit confier la responsabilité de directeur général de l'Équipe nationale américaine pour le Championnat du monde de 2015. Il constitue un effectif qui va remporter la médaille de bronze, première médaille américaine depuis 2004. Reconnaissant son talent, les Blue Jackets vont lui confier le poste de directeur général de leur club école, les Monsters du lac Érié dans la Ligue américaine de hockey, en plus de ses autres fonctions.
Au terme de sa première saison en tant que Directeur général, les Monster remporte la Coupe Calder.
En 2018, l'équipe nationale le choisit à nouveau comme directeur général et il assemble un contingent qui remporte également la médaille de bronze. Conscient de sa valeur, Columbus le nomme Directeur général associé le 6 septembre 2018, puis Vice-président des opérations hockey et gouverneur suppléant le 13 juin 2019.

### Panthers de la Floride
Le 2 septembre 2020, il s'engage avec les Panthers de la Floride.
Sa première transaction est d'échanger Michael Matheson et Colton Sceviour aux Penguins de Pittsburgh, en retour de Patric Hörnqvist. Il convainc également Carter Verhaeghe, Alexander Wennberg, Vincent Hinostroza et Anthony Duclair de se joindre aux Panthers. En donnant du caractère à son contingent, Zito permet à la Floride de finir 4e du classement général de la LNH pour sa première saison.
Le 9 janvier 2021, Zito réclame le défenseur suédois Gustav Forsling au ballotage.

### Famille
Zito et son épouse Julie ont deux filles, Gina et Frankie, ainsi qu'un garçon, Billy.

## Trophées et honneurs
- 2014-2015 : médaille de bronze du Championnat du monde de 2015 avec l'équipe des États-Unis.
- 2015-2016 :
  - trophée Robert-W.-Clarke avec les Monsters du lac Érié en tant que vainqueur des séries éliminatoires de l'association de l'Ouest de la LAH ;
  - coupe Calder avec les Monsters du lac Érié en tant que vainqueur des séries éliminatoires de la LAH.
- 2017-2018 : médaille de bronze du Championnat du monde de 2018 avec l'équipe des États-Unis.
- 2023-2024 : coupe Stanley 2024.
- 2024-2025 : coupe Stanley 2025.